# Harun Tekin (musicien)
Pour les articles homonymes, voir Harun Tekin.
 (septembre 2014).
Si vous disposez d'ouvrages ou d'articles de référence ou si vous connaissez des sites web de qualité traitant du thème abordé ici, merci de compléter l'article en donnant les références utiles à sa vérifiabilité et en les liant à la section « Notes et références ».
Harun Tekin, né le 28 juin 1977 à Ankara, en Turquie, est le chanteur et guitariste du groupe Mor ve Ötesi.